# Breguet Bre 521 Bizerte
Il Breguet Bre 521 Bizerte fu un idroricognitore biplano trimotore a scafo centrale prodotto dall'azienda aeronautica francese Société anonyme des ateliers d'aviation Louis Breguet negli anni trenta.
Sviluppato dal Breguet Calcutta, il britannico Short S.8 Calcutta prodotto su licenza dall'azienda francese, venne utilizzato come ricognitore marittimo a lungo raggio dall'Aviation navale prima e durante la seconda guerra mondiale.

## Storia del progetto
Nel 1932 la Marine nationale, la marina militare francese, emise una specifica per la fornitura di un idrovolante a lungo raggio da impiegare come ricognitore marittimo. Alla domanda risposero la Forges et Ateliers de Construction Latécoère con il Latécoère 582, la Lioré et Olivier con il H-42, la Loire con il 70 e la Breguet con il suo Bre 521 che risultò vincitore.
Il progetto sfruttava l'esperienza acquisita dall'azienda nella costruzione del Calcutta ed utilizzando lo stesso disegno per realizzare lo scafo.
Il prototipo, equipaggiato con motori Gnome-Rhône 14Kdrs da 845 CV (621 kW), venne portato in volo per la prima volta l'11 settembre 1933 dall'idroscalo situato sul canale di Tancarville, vicino agli stabilimenti Breguet.
La Marine nationale si ritenne soddisfatta delle sue caratteristiche ed emanò un ordine iniziale di tre esemplari, i quali presentavano una diversa conformazione nella parte anteriore dello scafo, caratteristica che verrà mantenuta anche nelle forniture successive. La fornitura complessiva si attestò si 34 esemplari consegnati, con l'ultimo lotto di 12, nel settembre 1939..

## Tecnica
Il Bre 521 era un idrovolante trimotore a scafo centrale realizzato interamente in metallo e dalla configurazione alare biplano-sesquiplana.
Lo scafo era caratterizzato dalla cabina di pilotaggio avanzata, chiusa, a due posti affiancati per il pilota e copilota, che, negli esemplari di serie, presentava una struttura tubolare sulla parte anteriore atta a facilitare le operazioni di ormeggio. Posteriormente terminava in un impennaggio classico monoderiva con piani orizzontali controventati.
La configurazione alare era biplano-sesquiplana con l'ala superiore, montata alta a parasole, dall'apertura molto più ampia dell'inferiore, montata alta sullo scafo, quest'ultima che integrava nella parte inferiore i galleggianti equilibratori. Le due ali erano collegate tra loro da una serie di diagonali (travatura Warren), integrate da tiranti in cavi d'acciaio, che fungevano anche da supporto per le tre gondole motore.

## Impiego operativo
I Bre 521 di serie vennero utilizzati per equipaggiare cinque squadriglie dell'Aéronavale, le escadrille E2, E3, E1, E5 ed E9, rimanendo in servizio dal 1935 fino al 1940, quando alla fine della campagna di Francia venne firmato l'armistizio con la Germania nazista. Dopo l'istituzione della Marine nationale de l'armistice, ai comandi del Regime di Vichy, rimasero in servizio due squadriglie. Quando la Francia di Vichy venne occupata dai tedeschi a seguito dell'invasione alleata del Nord Africa nel novembre del 1942, molti esemplari vennero catturati ed utilizzati dalla Luftwaffe in missioni di ricerca e salvataggio in mare. Dopo l'invasione alleata della Francia meridionale, nell'agosto del 1944, uno dei Bizerte della Luftwaffe venne individuato dalle forze francesi ed utilizzato per attività di comunicazione fino alla sua dismissione per mancanza di ricambi.

## Varianti
Bre 521 Bizerte
versione principale realizzata in 3 prototipi e 30 esemplari di serie.
Bre 522 Saigon
l'esemplare nr. 12 venne motorizzato con tre Hispano-Suiza 14AA-02 da 940 hp, equipaggiato con un carico bellico consistente in 4 bombe di profondità G2 da 75 kg e ribattezzato Bre 522 Saigon.
Bre 530 Saigon
variante da trasporto civile non armata.

## Utilizzatori
Francia
- Aéronautique navale

 Germania
- Luftwaffe

operò con alcuni esemplari requisiti.